# Montez Sweat
Montez Sweat (Richmond, Kentucky, 4 de septiembre de 1996) es un jugador profesional estadounidense de fútbol americano que se desempeña en la posición de defensive end en Chicago Bears, equipo de la National Football League (NFL).

## Carrera
Fue seleccionado en la primera ronda en la Reunión Anual de Selección de Jugadores de la NFL de 2019. Hizo su debut profesional con el equipo Washington Commanders, en el cual jugó cinco temporadas (2019-2023), posteriormente pasó a Chicago Bears, donde lleva jugando una temporada.